# Maryland Heights (Missouri)
Pour l’article homonyme, voir Maryland Heights Township.
Maryland Heights est une ville du Missouri, dans le comté de Saint Louis. Au recensement de 2010 la population était 27 472 habitants.